# Boicottaggio
Il boicottaggio  è un'azione individuale o collettiva che ha lo scopo di isolare, ostacolare e/o modificare l'attività di una persona, o quella di un gruppo di persone, una azienda o un ente o anche di uno Stato, in quanto ritenuta non conforme a principio o ai diritti universali o a convenzioni sociali. Oltre che a tali fini moralizzatori l'azione di boicottaggio può essere posta in essere anche a scopi economici.

## Storia ed etimologia
Il termine boicottaggio deriva dal nome del capitano inglese Charles Cunningham Boycott (1832-1897), un amministratore terriero vissuto nel XIX secolo in Irlanda. Come amministratore del conte di Erne, ricco proprietario terriero della contea di Mayo, non rifuggiva da vessazioni verso i contadini suoi dipendenti. Fu così che la Lega irlandese dei lavoratori della terra, l'Irish Land League (un'organizzazione che sosteneva le istanze dei braccianti terrieri e che aveva iniziato una campagna in favore di migliori condizioni lavorative dei contadini alla quale Boycott aveva tentato di opporsi) adottò nel 1880 un'azione non violenta; contro Boycott fu infatti lanciata una campagna di isolamento e non collaborazione: i vicini di casa iniziarono a non parlargli, in chiesa nessuno si sedette più vicino a lui o gli rivolse la parola, non fu più servito nei negozi né ebbe più braccianti da ingaggiare per il raccolto nelle tenute che gestiva. Le terre del conte cominciarono a inaridire e Boycott fu licenziato.
Ma il governo inglese, non accettando l'insubordinazione irlandese, decise di intervenire, inviando una scorta militare per proteggere Boycott, che fu costretto comunque a lasciare l'Irlanda il 1º dicembre dello stesso anno. Dal to boycott inglese hanno attinto i Francesi (boycotter), i Tedeschi (boykottieren) e gli Italiani (boicottare). Inizialmente il verbo boicottare aveva il significato più corretto di «mettere al bando» un commerciante colpevole, impedendogli appunto di commerciare. Il termine, nonostante il rifiuto dei puristi, ha continuato ad essere usato e ha finito con il significare «congiurare contro qualcuno o qualcosa», ostacolandone l'attività o la produzione, assumendo anche una valenza politica, riferita per esempio ad uno Stato produttore di determinati beni. Oggi il verbo boicottare è entrato nell'uso comune e significa «ostacolare, escludere».

## Metodo ed obiettivi
Vi sono almeno tre tipi di boicottaggio: di "coscienza", "strategico" ed uno "etico-strategico".
- Il boicottaggio di coscienza risponde allo scopo di compiere azioni volte a correggere un'attività considerata contraria ai principi morali o dannosa. Un esempio in questo senso è il boicottaggio degli OGM o di prodotti e servizi di una società che adotta comportamenti ritenuti scorretti.
- Il boicottaggio strategico ha invece finalità politiche o economiche e viene intrapreso da gruppi organizzati o anche da stati o organizzazioni internazionali al fine di modificare comportamenti in atto presso altri gruppi o stati usando ritorsioni economiche e commerciali sugli stessi. Un esempio in tal senso è il boicottaggio statunitense dei prodotti cubani.
- il boicottaggio definito come "etico-strategico", condivide in qualche maniera entrambe le posizioni. Consiste in una forma di ribellione e rifiuto di quei prodotti "eticamente scorretti", ma in maniera "strategica", vale a dire un boicottaggio che porti dei danni economici alle aziende incriminate.

Con tale espressione si intende il modo che molte persone per evitare di comperare (e quindi sostenere) prodotti derivanti dall'inaccettabile sfruttamento umano o del pianeta: prodotti direttamente fabbricati da persone (spesso bambini) in condizioni di lavoro estremamente disumane e, spesso, indotte dal sistema economico; marche che, pur di raggiungere il maggior profitto, non rispettano la dignità umana ed il valore del lavoro; prodotti altamente inquinanti, pericolosi per la saluta del pianeta o per la salute umana, creati nel nome del "libero mercato" e del "massimo profitto" che, pur essendo lesivi ed in più difficilmente degradabili, vengono comunque commerciati. Questo modo di boicottare è la maniera che ogni singolo soggetto possiede per ribellarsi al contingente sistema economico ed è la maniera che ogni singolo soggetto possiede per non sovvenzionare marche o prodotti derivanti da tale logica di mercato.
In taluni casi si può verificare il caso in cui il boicottaggio di coscienza assume una espansione tale da poter organizzarsi in movimento in grado di espandersi e trovare sostenitori rapidamente. Une delle vittorie più significative ottenute mediante il boicottaggio fu l'abolizione del regime dell'apartheid in Sudafrica.
Il successo di un boicottaggio, come movimento non strutturato, dipende dalla sua capacità di diffondere il messaggio. Grazie all'avvento di internet con i siti web, i blog ed i forum la capacità di comunicazione dei movimenti di boicottaggio è aumentata consentendo di raggiungere un numero maggiore di potenziali aderenti.